# Edmund Plessing

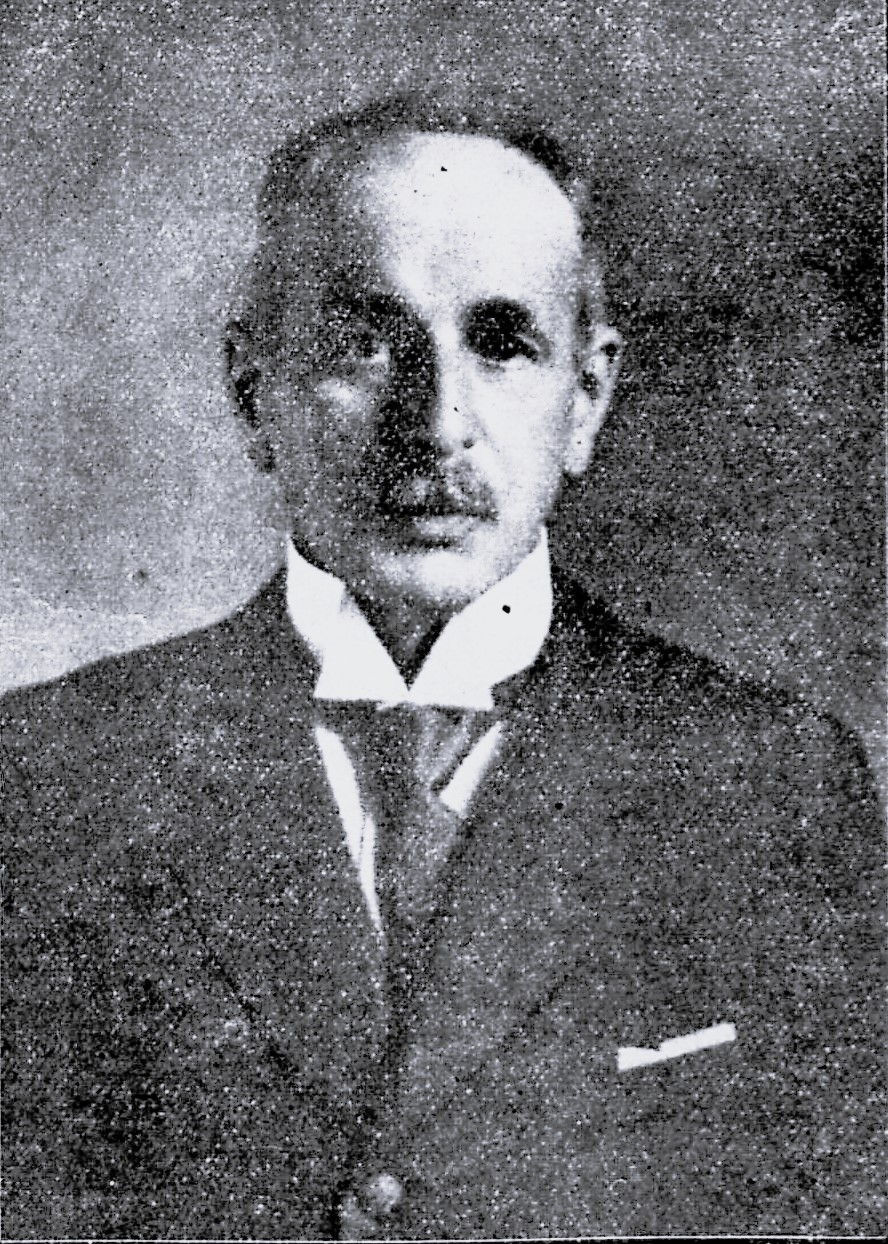
Edmund Plessing

Edmund Wilhelm Plessing (* 17. Januar 1856 in Lübeck; † 20. April 1918 ebenda) war Rechtsanwalt in Lübeck.

## Leben

### Laufbahn
Edmund Plessing war der Sohn des lübeckischen Zollinspektors Carl Georg Plessing. Er besuchte das Katharineum zu Lübeck bis zum Abitur Ostern 1876 und studierte Rechtswissenschaften. Nach seiner Rückkehr von der Universität legte er als letzter Jurist vor dem Lübeckischen Oberappellationsgericht sein Juristisches Examen ab und ließ sich am 1. Oktober 1879 in der Hansestadt als Anwalt nieder. Bis zu seinem Tode blieb er in diesem Berufe und als Notar tätig.
Er wurde einflussreicher Berater beim lübeckischen Fiscus des Staates. Seine Hauptstärke lag auf dem Gebiete des Finanzwesens des Staates. Zudem war er juristischer Berater der Lübeck-Büchener Eisenbahn-Gesellschaft, der Lübecker Privatbank und einer großen Anzahl bedeutender Unternehmungen seiner Vaterstadt.
Das Gewicht seines Urteils und seiner reichen Erfahrung schufen ihm in Lübeck eine Stellung, wie sie in den dortigen Verhältnissen einem Anwalt nur selten zuteilwurde.
Neben seiner Berufstätigkeit galt seine Betätigung den gemeinnützigen Zwecken der Stadt, eine Mitwirkung in der Bürgerschaft lehnte er jedoch stets ab.
Er gehörte den Vorständen der Spar- und Anleihekasse, der Jenisch'schen Freischule, des Kinderhospitals und anderen an.

### Familie
Edmund war mit Alice, einer geborenen Lange, verheiratet.
Auch Alice hatte promoviert und war eine angesehene Bürgerin Lübecks.
Die Straßenbahn stellte als sie 1924 verstorben war einen vom Markt zu der Einäscherung im Krematorium auf dem Vorwerker Friedhof fahrenden Extra-Straßenbahnwagen zur Verfügung.

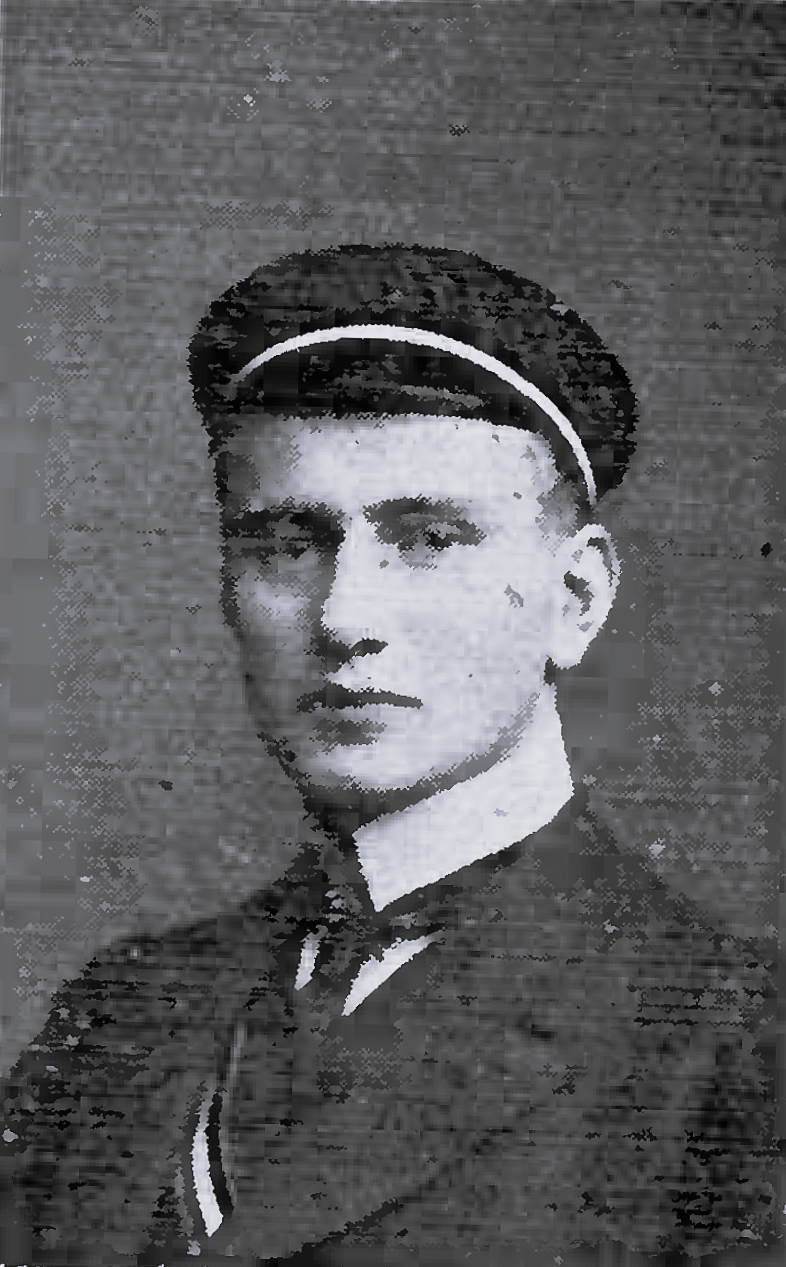

Nachdem ihr jüngster Sohn Karl Ostern 1909 am Katharineum sein Zeugnis der mittleren Reife erhalten hatte, studierte er Rechtswissenschaften in Tübingen (wo er 1910 Mitglied des Corps Suevia Tübingen wurde), England, Berlin und Kiel. Nach bestandenem Notexamen wollte er seiner Wehrpflicht in einem von ihm ausgesuchten Reiterregiment erfüllen, in dieses als Kriegsfreiwilliger eintreten und ging nach Süddeutschland. Er kam jedoch hierfür zu spät, fand nach langen Suchen Aufnahme im 18. Bayrischen Infanterie-Regiment in Landau und zog Anfang Oktober ins Feld. Nachdem er in Péronne, Lille und Comines mitgekämpft hatte, fiel er am 4. November 1914 beim Sturm auf ein Wäldchen bei Hollebeke. Man begrub ihn in der Nähe des Schlosses Albert.